# 丹麥廣播公司喧鬧頻道
丹麥廣播公司喧鬧頻道（丹麥語：DR Ramasjang）是丹麥廣播公司一條於2009年開播的電視頻道，主要播放各類適合3歲至10歲（特別是7歲至10歲）兒童收看的電視節目。這條頻道每日播放時間為上午5時至晚上8時，並會轉播每年舉行的歐洲青少年歌唱大賽。